# طوني أوليفر
طوني أوليفر (Tony Oliver) (إسمه الكامل رفاييل أنطونيو أوليفييه (Rafael Antonio Olivier)) هو مؤدي أصوات أمريكي ولد في 12 مايو 1958 في بونسي, بورتوريكو.

## أدواره في الأنمي

### مسلسلات أنمي تلفزيونية
- روبوتيك - ريك هنتر
- بليتش - ألكيورا شيفر، هانزا نوكوي، أكون, غينغورو أونابارا، جيو فيغا، ريو أوداغاوا
- إيوريكا سفن - غونزي، هاب
- تشوبيتس - هيرومو شينبو
- آيشيلد 21 - كوجي كوروكي
- فايت/ستاي نايت - لانسر
- تنجن توبا جورين لاجان - الراوي، تتسوكان, بالينبو، سيمون المسن
- مغامرة جوجو الغريبة - برافورد
- لاست إكسايل - إيثان
- لاكي ستار - سوجيرو إيزومي
- ماغي: The Labyrinth of Magic - هيناهوهو، سبمد سالوجا
- ناروتو شيبودن - ميناتو ناميكازي
- دورارارا!! - والد ريو كاميتشيكا
- دورارارا!! ×2 المنتصف - والد ريو كاميتشيكا
- هاجيمي نو إيبو - إيجي داتيه
- X - سوراتا أريسوغاوا
- غاد غارد - هاجيكي سانادا
- غريت تيتشر أونيزوكا - كونيو موراي، كاميوكا, إيتشيرو أوكينوشيما، تاداشي ساكورادا، والد توموكو نومورا
- روروني كينشين - دايغورو
- فافنر في السماء الزرقاء - مامورو كوداتي

### أفلام أنمي
- فايت/ستاي نايت: Unlimited Blade Works - لانسر
- فيلم ناروتو شيبودن: البرج المفقود - ميناتو ناميكازي
- سنغوكو باسارا: ذا لاست بارتي - كوباياكاوا هيدياكي

## أدواره في ألعاب الفيديو
- ناروتو شيبودن: ألتيميت نينجا ستورم ريفولوشن - ميناتو ناميكازي
- ناروتو شيبودن: ألتيميت نينجا ستورم 4 - ميناتو ناميكازي
- سلسلة ألعاب بليزبلو
  - بليزبلو كالاميتي تريغر - بانغ شيشيغامي
  - بليزبلو كونتينيوم شيفت - بانغ شيشيغامي
- سنغوكو باسارا: ساموراي هيروز - هيدياكي كوباياكاوا
- دانغانرونبا أناذر إيبيسود: ألترا ديسبير غيرلز - تايتشي فوجيساكي

## وصلات خارجية
- طوني أوليفر على موقع IMDb (الإنجليزية)
- طوني أوليفر على موقع ميوزك برينز (الإنجليزية)
- طوني أوليفر على موقع أول موفي (الإنجليزية)
- طوني أوليفر على موقع قاعدة بيانات الفيلم (الإنجليزية)
- طوني أوليفر على موقع كينوبويسك (الروسية)
- طوني أوليفر على موقع ANN person (الإنجليزية)